# Agersted
Agersted es una localidad situada en el municipio de Brønderslev, en la región de Jutlandia Septentrional (Dinamarca). Tiene una población estimada, a inicios de 2021, de 562 habitantes.
Está ubicada al noreste de la península de Jutlandia, al norte del Limfjord y junto a la costa del Kattegat (mar Báltico).